# Creu de terme (Bellcaire d'Urgell)
Creu de terme és una obra gòtica de Bellcaire d'Urgell (Noguera) inclosa a l'Inventari del Patrimoni Arquitectònic de Catalunya.

## Descripció

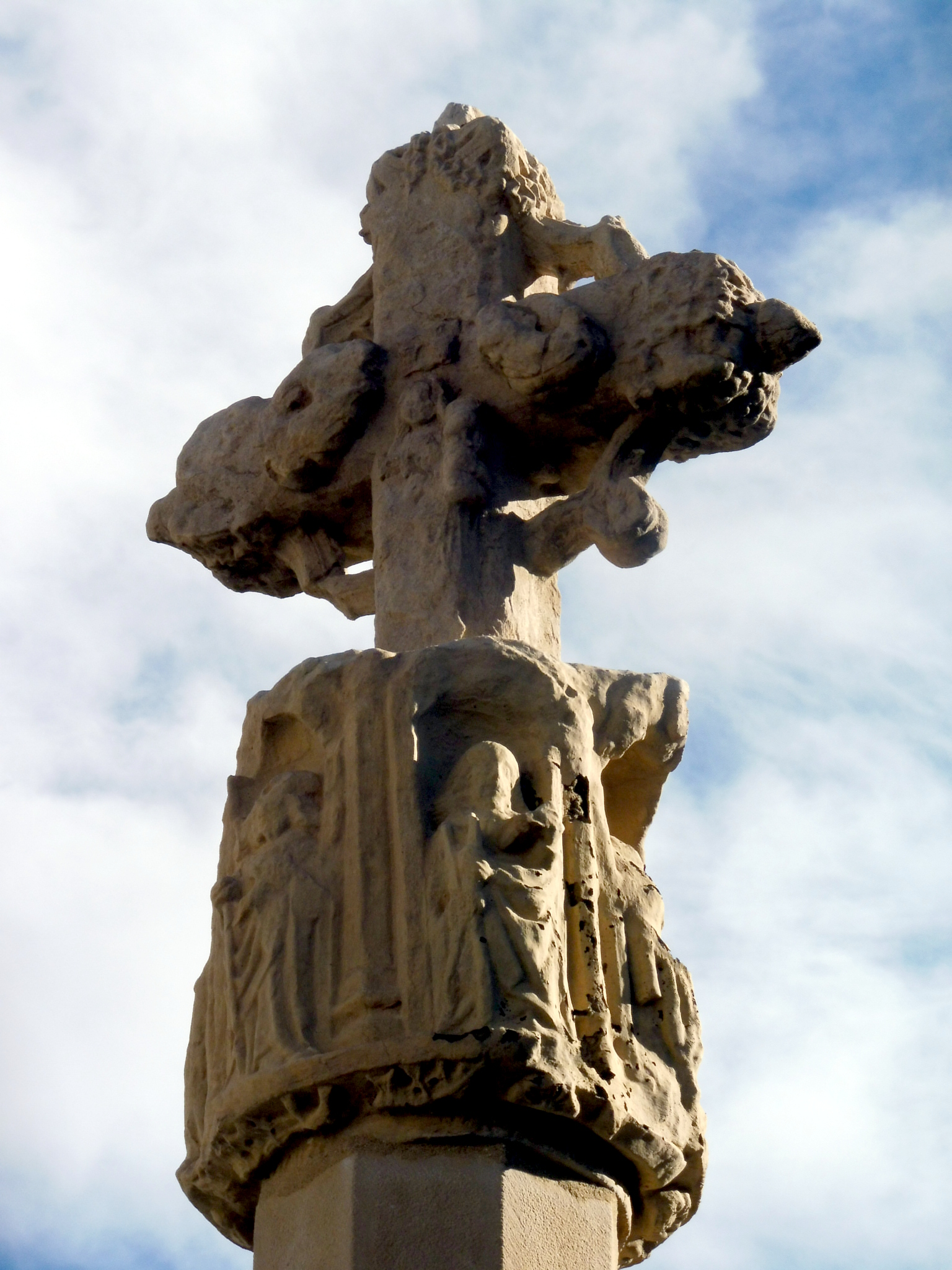
Revers de la creu

Creu de pedra de gran dimensions, una mica mutilada. Al capitell circular i sota fornícula hi ha les figures dels apòstols.

## Història
Aquesta creu actualment es troba col·locada a la plaça dels Mestres, al carrer de Pompeu Fabra. En un principi es trobava situada al nucli antic del poble, en un extrem de la Plaça del poble. La creu, igual que les altres d'aquest moment, tenia un sentit delimitador, era el portal del poble.